# Девушка с Андроса (Теренций)
«Девушка с Андроса» (лат. Andria) — комедия-паллиата римского драматурга Теренция, поставленная в 166 году до н. э., первое произведение этого автора. Её текст сохранился полностью.

## Содержание
Пьеса основана сразу на двух комедиях греческого драматурга Менандра — «Девушка с Андроса» и «Девушка из Перинфа» (от обеих сохранились только короткие фрагменты текста). В «Прологе» Теренций объясняет, что эти комедии очень схожи по содержанию, но заметно различаются по стилю, а потому он создал комбинированный вариант сюжета. Заглавная героиня — Гликерия, возлюбленная Памфила. Отец решает женить последнего на дочери Хремета, но Памфил хочет жениться на Гликерии, которая к тому же ждёт от него ребёнка. Хремет, узнав об этом, отказывается от своих планов, но позже узнаёт в Гликерии ещё одну свою дочь, когда-то потерянную. В итоге всё заканчивается свадьбой.
Текст пьесы полностью сохранился, как и пересказ содержания, написанный Гаем Сульпицием Аполлинарием. Текст дидаскалии утрачен, данные о первом представлении «Девушки с Андроса» есть благодаря комментарию Элия Доната.

## Восприятие и значение
«Девушка с Андроса» была впервые поставлена на сцене в 166 году до н. э., во время Мегалесийских игр. Главные роли в ней сыграли Луций Атилий Пренестинец и Луций Амбивий Турпион, музыку написал Флакк, «раб Клавдия». Пьеса имела большой успех у публики и между 143 и 134 годами до н. э. даже была поставлена во второй раз. При этом в «Прологе» Теренцию пришлось отвечать на упрёки в том, что он нарушил правила, переделывая в рамках одной пьесы сразу две греческих. Драматург сослался на опыт Плавта, Невия и Энния.
Исследователи отмечают, что в «Девушке с Андроса», как и в последующих своих пьесах, Теренций полностью заимствовал греческие сюжеты, но отказывался от характерного для первоисточника откровенного эротизма, снижал уровень гротескности, развивал мотивацию персонажей, более тщательно прорисовывал характеры. От латинских пьес предшествующего периода (в первую очередь комедий Плавта) «Девушку с Андроса» отличают изящество и утончённость (по этим показателям античные комментаторы единодушно считали Теренция лучшим из римских комедиографов). В эпоху Империи Теренций стал автором для чтения, его тексты изучали в школах как минимум со времён Квинтилиана, их комментировали многие римские филологи.
В IV—V веках был создан рукописный сборник пьес Теренция (включая «Девушку с Андроса»). Он много раз переписывался в течение Средневековья, так что комедии оставались известны образованному читателю. В XIV веке комментарий к пьесам написал Петрарка. В 1470 году комедии Теренция были впервые изданы в печатном виде, в последующие века их активно издавали по всей Европе — на латыни и на ряде национальных языков.